# Manuel Brehmer
Manuel Brehmer (* 1. Juni 1978 in Berlin) ist ein ehemaliger deutscher Ruderer. Seine größten Erfolge waren der Vize-Weltmeistertitel im Leichtgewichts-Doppelvierer 1999 sowie die zweimalige Olympiateilnahme im Leichtgewichts-Doppelzweier.

## Karriere
Brehmer war 1998 erstmals Mitglied der Nationalmannschaft, im Leichtgewichts-Doppelzweier gewann er mit Dennis Niemeyer Silber beim Nations Cup, den inoffiziellen U23-Weltmeisterschaften. Schon 1999 bildeten beide Ruderer zusammen mit Thorsten Schmidt und Franz Mayer Mitglied im deutschen Leichtgewichts-Doppelvierer, der bei den Weltmeisterschaften in St. Catherines die Silbermedaille gewann. Auch im folgenden Jahr saß Brehmer im deutschen Leichtgewichts-Doppelvierer, der diesmal den vierten Platz erreichte.
Anschließend rückte Brehmer zu Ingo Euler, dem Olympia-Vierten in dieser Bootsklasse, in den olympischen Leichtgewichts-Doppelzweier. 2001 belegte die Mannschaft den vierten Platz bei den Weltmeisterschaften, 2003 kam sie auf Rang fünf. 2002 ruderte Brehmer zusammen mit Peter Ording, auch diese Kombination kam auf Rang vier. Bei den Olympischen Spielen in Athen verpassten Brehmer und Euler den Einzug ins Halbfinale und belegte mit dem Sieg im C-Finale den 13. Platz.
Nach den Olympischen Spielen in Athen rückte Jörg Lehnigk zu Brehmer in den Doppelzweier, während Euler seine Karriere ausklingen ließ. 2005 und 2006 belegte die Mannschaft jeweils den sechsten Platz bei den Weltmeisterschaften. 2006 wurde Brehmer zudem erstmals Deutscher Meister im Leichtgewichts-Einer. 2007 verpassten Brehmer und Lehnigk im Leichtgewichts-Doppelzweier den Finaleinzug bei den Weltmeisterschaften in München, mit dem insgesamt achten Platz war Deutschland jedoch in dieser Bootsklasse für die Olympischen Spiele in Peking qualifiziert.
Im Frühjahr 2008 wurde Brehmer erneut Deutscher Meister im Leichtgewichts-Einer, während Lehnigk nur den dritten Platz erreichte. Daraufhin rückte der Zweitplatzierte Jonathan Koch in den Doppelzweier mit Brehmer, die Mannschaft erreichte bei den Olympischen Spielen den neunten Platz.
Brehmer, der für die Ruder-Union Arkona Berlin 1879 startete, beendete anschließend seine Karriere.

## Internationale Erfolge
- 1998: 2. Platz U23-Weltmeisterschaften im Leichtgewichts-Doppelzweier
- 1999: 2. Platz Weltmeisterschaften im Leichtgewichts-Doppelvierer
- 2000: 4. Platz Weltmeisterschaften im Leichtgewichts-Doppelvierer
- 2001: 4. Platz Weltmeisterschaften im Leichtgewichts-Doppelzweier
- 2002: 4. Platz Weltmeisterschaften im Leichtgewichts-Doppelzweier
- 2003: 5. Platz Weltmeisterschaften im Leichtgewichts-Doppelzweier
- 2004: 13. Platz Olympische Spiele im Leichtgewichts-Doppelzweier
- 2005: 6. Platz Weltmeisterschaften im Leichtgewichts-Doppelzweier
- 2006: 6. Platz Weltmeisterschaften im Leichtgewichts-Doppelzweier
- 2007: 8. Platz Weltmeisterschaften im Leichtgewichts-Doppelzweier
- 2008: 9. Platz Olympische Spiele im Leichtgewichts-Doppelzweier